# Mu Andromedae
Désignations
Mu Andromedae (μ And, μ Andromedae) est une étoile de la constellation d'Andromède. Elle est à environ 136 années-lumière de la Terre.
Mu Andromedae est une étoile blanche de la séquence principale de type spectral A5V avec une magnitude apparente de +3,86.